# Charles Yorke (8e comte de Hardwicke)
Charles Alexander Yorke, 8e comte de Hardwicke (11 novembre 1869 - 1er février 1936) est un pair britannique.

## Biographie
Yorke est né en 1869. Il devient 8e comte de Hardwicke en 1909,. Il travaille comme mineur en Australie et en Amérique et est un aéronaute pionnier,. Pendant la Première Guerre mondiale il est lieutenant dans la Royal Navy Volunteer Reserve et également messager du service extérieur du roi ,.
Lord Hardwicke épouse Ellen Russell (connue sous le nom de Nellie Russell), une Néo-Zélandaise, en avril 1911. Ils divorcent en 1926 en raison de son inconduite et de son infidélité. Ils ont une fille, Elizabeth Mary Yorke, et sont les grands-parents maternels d'Anne Glenconner.
Ellen, comtesse de Hardwicke, est nommée commandant de l'Empire britannique (CBE) en 1918 pour services rendus à la New Zealand War Contingent Association et pour avoir aidé à établir l'hôpital général de Nouvelle-Zélande à Walton-on-Thames pour soigner les blessés néo-zélandais,,. Elle est décédée en 1968.
Lord Hardwicke se remarie à sa seconde épouse, Mary Radley Twist, en 1930. Elle est décédée en 1938.
Lord Hardwicke est décédé en février 1936 à Bournemouth. Il est remplacé par son neveu Philip G. Yorke,.